# José Daniel Ponce
José Daniel Ponce (Godoy Cruz, 26 juni 1962) is een voormalig    Argentijnse voetballer, bijgenaamd Bocha.
Ponce begon zijn carrière bij Estudiantes en won met hen in 1982 en 1983 de titel. Hij speelde in het middenveld met andere grote namen als Miguel Ángel Russo, Alejandro Sabella en Marcelo Trobbiani. Carlos Bilardo die na Estudiantes het roer overnam als trainer bij het nationale elftal riep ook Ponce op en hij speelde op de Copa América 1983. Na Estudiantes speelde hij voor verscheidene clubs. In 1989 won hij met Boca de Recopa Sudamericana en de Copa Sudamericana. Zijn carrière eindigde hij bij Chileense clubs waar hij later bleef wonen. 
Hij trouwde met een Colombiaanse vrouw die in het kraambed overleed. Zijn twee dochters hebben de Chileense nationaliteit. 